# Jardin de l'hôpital (Ribeauvillé)
Pour les articles homonymes, voir Jardin de l'hôpital.
Le jardin de l'hôpital est un monument historique situé à Ribeauvillé, dans le département français du Haut-Rhin.

## Localisation
Ce bâtiment est situé rue du Temple à Ribeauvillé.

## Historique
L'édifice fait l'objet d'une inscription au titre des monuments historiques depuis 1997.